# Hymenopyramis
Hymenopyramis é um gênero botânico da família Lamiaceae.

## Espécies
| - Hymenopyramis acuminata - Hymenopyramis brachiata - Hymenopyramis cana - Hymenopyramis parvifolia | - Hymenopyramis pubescens - Hymenopyramis siamensis - Hymenopyramis vesiculosa |